# 3-ヒドロキシプロピオン酸
3-ヒドロキシプロピオン酸(3-hydroxypropionic acid)は、β-ヒドロキシ酸の一つ。酸性の粘性のある液体でpKaは4.5である。水に溶けやすく、エタノールにも溶け、ジエチルエーテルとは混和する。蒸留すると脱水反応を起こし、アクリル酸となる。
3-ヒドロキシプロピオン酸はアクリル酸エステルなど様々な化学製品の工業生産に用いられる。それらはいくつかの微生物によって合成されることもできる。